# North Bonneville
North Bonneville az Amerikai Egyesült Államok északnyugati részén, Washington állam Skamania megyéjében elhelyezkedő város. A 2010. évi népszámlálási adatok alapján 956 lakosa van.

## Történet
A település a Bonneville gát és a hozzá kapcsolódó erőmű építésekor jött létre. North Bonneville 1935. június 25-én kapott városi rangot.
1971-ben az erőmű kiegészítéséről döntöttek. Az új létesítmény helyéül North Bonneville-t jelölték ki, ezért a lakosok a hadsereg segítségével elköltöztették a települést. A régi város épületeit az erőmű építésekor elbontották. Az 1974-es 93–251. számú törvénnyel 35 millió dollárt különítettek el az új település utcáinak, közműveinek, infrastruktúrájának és árvízvédelmének kiépítésére, valamint a lakosok és vállalkozások ideiglenes elszállásolására. Az 1500 fő befogadására tervezett várost 1978. július 29-én adták át.

## Éghajlat
A város éghajlata mediterrán (a Köppen-skála szerint Csb).
| Hónap                         | Jan.  | Feb.  | Már. | Ápr. | Máj. | Jún. | Júl. | Aug. | Szep. | Okt. | Nov.  | Dec.  | Év    |
| ----------------------------- | ----- | ----- | ---- | ---- | ---- | ---- | ---- | ---- | ----- | ---- | ----- | ----- | ----- |
| Rekord max. hőmérséklet (°C)  | 17,8  | 20,0  | 23,9 | 31,1 | 36,7 | 40,0 | 41,7 | 41,7 | 37,8  | 30,0 | 26,7  | 17,8  | 41,7  |
| Átlagos max. hőmérséklet (°C) | 6,7   | 8,9   | 12,8 | 16,1 | 19,4 | 22,8 | 26,7 | 26,7 | 23,9  | 17,8 | 10,6  | 6,1   | 16,6  |
| Átlagos min. hőmérséklet (°C) | 1,7   | 2,2   | 3,9  | 6,1  | 8,9  | 11,7 | 13,9 | 13,9 | 11,7  | 8,3  | 4,4   | 1,7   | 7,4   |
| Rekord min. hőmérséklet (°C)  | −20,6 | −20,6 | −7,2 | −3,3 | −0,6 | 2,8  | 6,1  | 8,3  | 1,1   | −2,2 | −12,8 | −18,0 | −20,6 |
| Átl. csapadékmennyiség (mm)   | 278   | 231   | 206  | 156  | 103  | 84   | 23   | 28   | 63    | 159  | 321   | 318   | 1970  |
| Forrás: The Weather Channel   |       |       |      |      |      |      |      |      |       |      |       |       |       |

## Népesség
A 2010-es népszámláláskor a városnak 956 lakója, 420 háztartása és 262 családja volt. A népsűrűség 146,2 fő/km2. A lakóegységek száma 459, sűrűségük 69,7 db/km2. A lakosok 94,9%-a fehér, 0,3%-a afroamerikai, 0,7%-a indián, 1,5%-a ázsiai,  0,6%-a egyéb, 2%-a pedig kettő vagy több etnikumú. A spanyol vagy latino származásúak aránya 4,4% (   )
A háztartások 28,6%-ában élt 18 évnél fiatalabb. 45,7% házas, 10% egyedülálló nő, 6,7% egyedülálló férfi, 37,6% pedig nem család. 33,6% egyedül élt; 11,5%-uk 65 éves vagy idősebb. Egy háztartásban átlagosan 2,28 személy élt; a családok átlagmérete 2,86 fő.
A medián életkor 42,8 év volt. A város lakóinak 24,1%-a 18 évesnél fiatalabb, 6,1% 18 és 24 év közötti, 22,7%-uk 25 és 44 év közötti, 32,5%-uk 45 és 64 év közötti, 14,7%-uk pedig 65 éves vagy idősebb. A lakosok 50,2%-a férfi, 49,8%-a pedig nő.

## Fordítás
- Ez a szócikk részben vagy egészben  a   North Bonneville, Washington című angol Wikipédia-szócikk ezen változatának fordításán alapul.  Az eredeti cikk szerkesztőit annak laptörténete sorolja fel. Ez a jelzés csupán a megfogalmazás eredetét és a szerzői jogokat jelzi, nem szolgál a cikkben szereplő információk forrásmegjelöléseként.